# Panguana

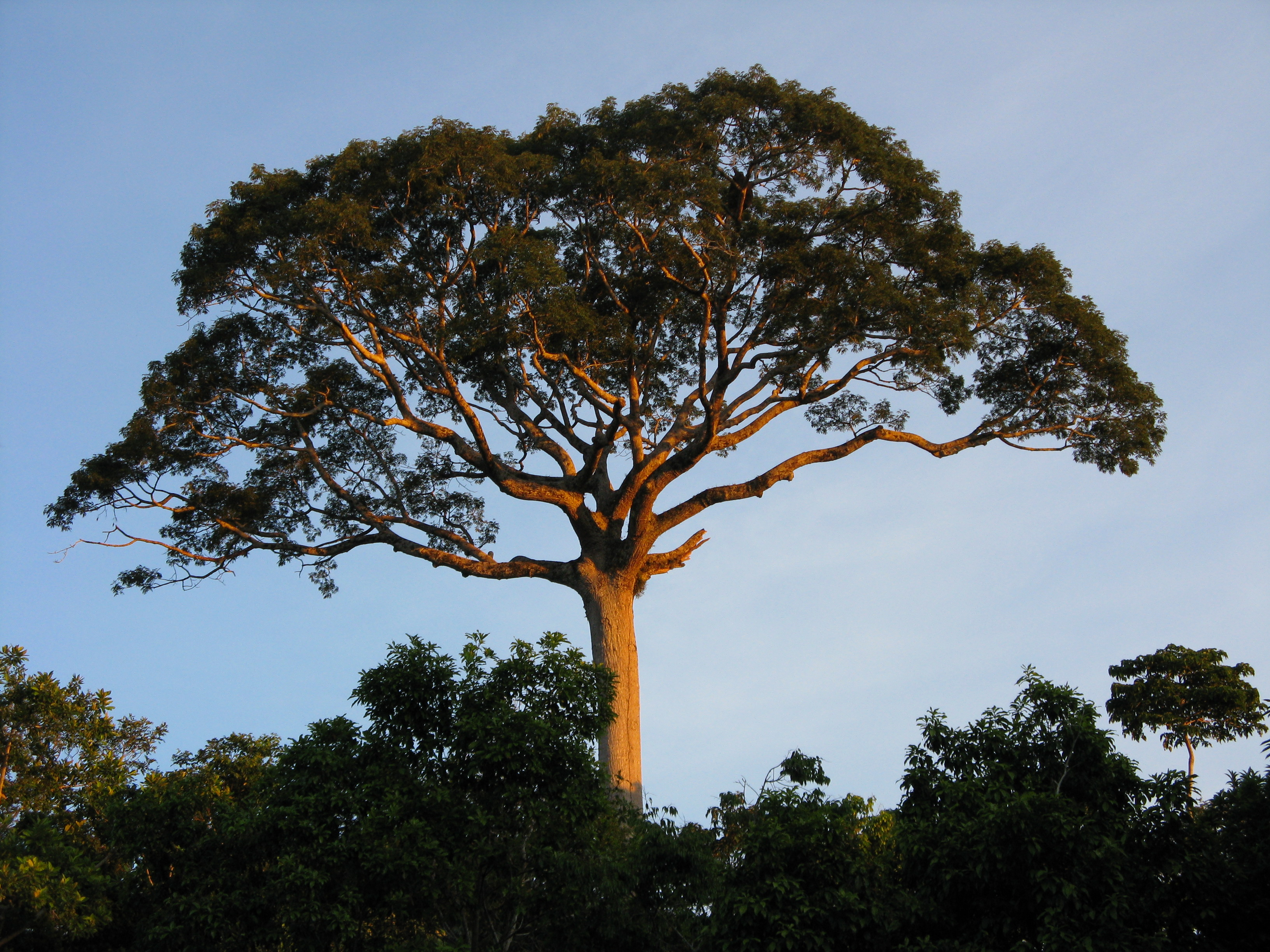
Een grote kapokboom (Ceiba pentandra), het symbool van het onderzoekstation Panguana

Panguana is een biologisch onderzoekstation dat in 1968 in Peru werd gesticht en sinds 2011 is het ook een door de Peruaanse overheid als zodanig erkend natuurreservaat in particulier bezit dat ongeveer 10 km² aan tropisch regenwoud omvat in het Amazonegebied.
Het reservaat ligt oostelijk van de Andes in de westelijke uitlopers van het berggebied El Sira in de regio Huánuco en de provincie Puerto Inca. De naam "Panguana" is ontleend aan de Peruaanse naam van de marmertinamoe (Crypturellus undulatus), een vogel die eruitziet als een hoen maar meer verwant is aan de loopvogels. Het onderzoekstation ligt 230 meter boven zeeniveau aan de Rio Yuyapichis, een zijrivier van de Rio Pachitea die uitmondt op de Amazone.
Het gebied heeft een hoge biodiversiteit, er komen 670 gedocumenteerde soorten gewervelde dieren voor waaronder 360 vogelsoorten, 115 zoogdieren, 78 reptielen, 76 amfibieën en 34 soorten vis. Onderzoek aan soorten ongewervelde dieren wees uit dat er ongeveer 500 soorten mieren en ongeveer 250 soorten vlinders voorkomen.
Het onderzoekstation biedt onderzoekers de gelegenheid om de biodiversiteit en de onderlinge ecologische relaties te bestuderen. Tussen 1968 en 2011 zijn meer dan 180 wetenschappelijke publicaties verschenen over onderzoek dat hier is verricht. Verder wordt er in het onderzoekstation voorlichting gegeven aan de plaatselijke bevolking over het belang van het behoud van het regenbos.
In 2014 werd Panguana een stichting waarin ook het Stifterverband für die Deutsche Wissenschaft (organisatie voor wetenschappelijk onderzoek) is vertegenwoordigd en waarin Juliane Diller (geboren Juliane Koepcke, dochter van de oprichters Maria Koepcke en Hans-Wilhelm Koepcke) een van de bestuursleden is.